# Southworth & Hawes
Southworth & Hawes est une entreprise photographique de Boston, active entre 1843 et 1863. Ses fondateurs, Albert Sands Southworth (1811-1894) et Josiah Johnson Hawes (1808-1901), sont des pionniers américains de la photographie, dont le travail et les portraits (quasi exclusivement en daguerréotype) sont notables dans l'histoire de la photographie aux États-Unis.

Portraits
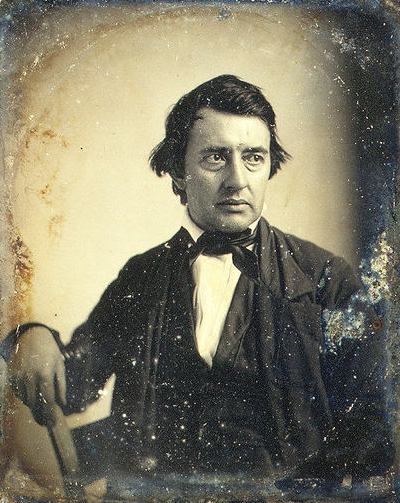
Albert Sands Southworth
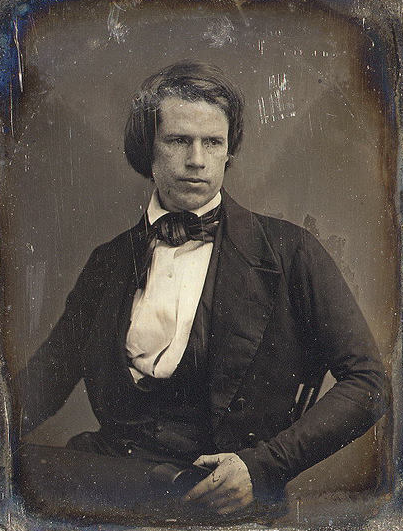
Josiah Johnson Hawes
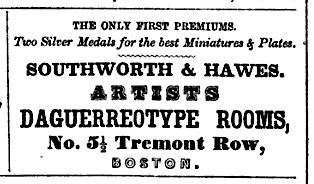
Publicité en 1849.
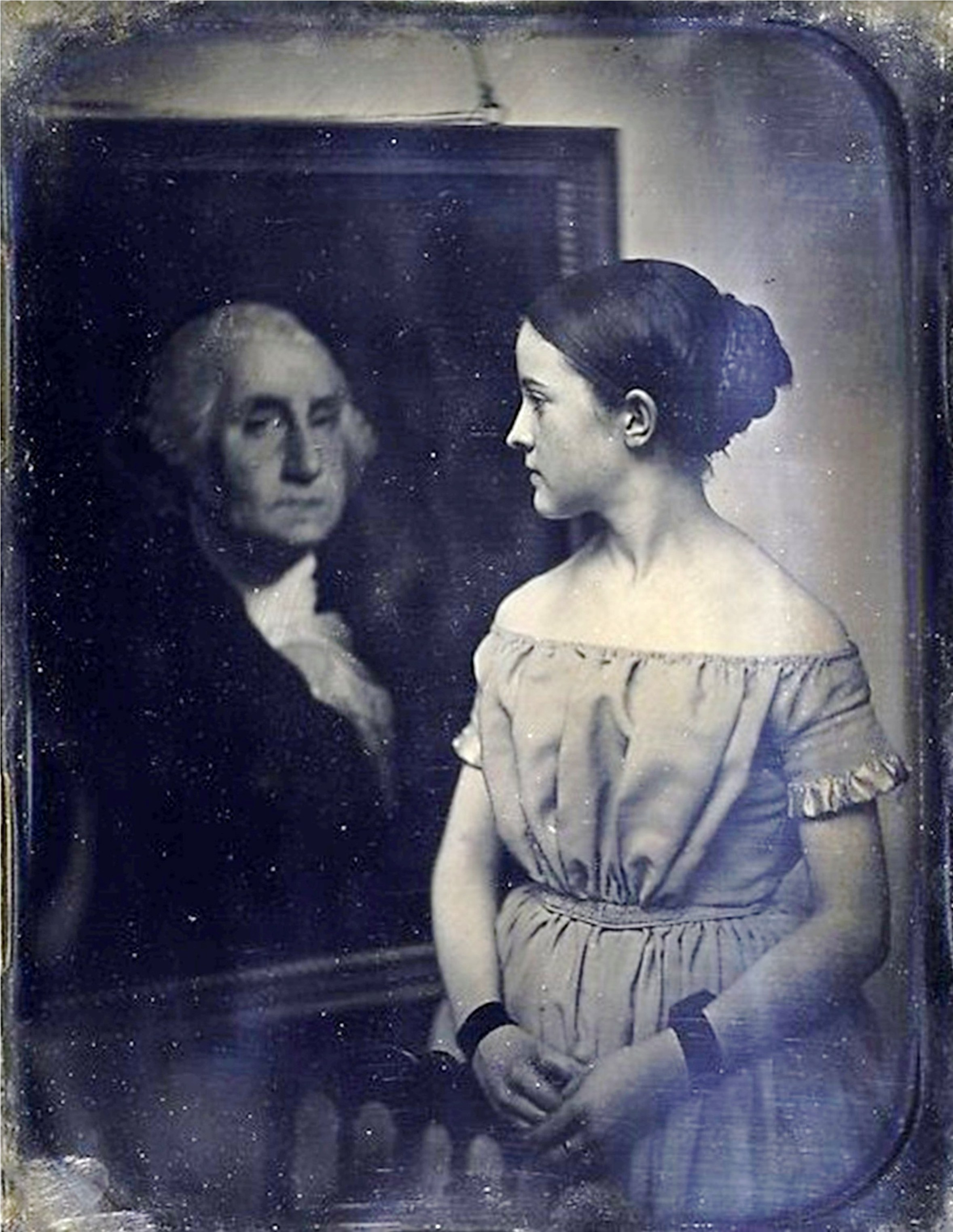
Photographie d'une jeune fille avec le portrait de George Washington, vers 1850.